# Etingen

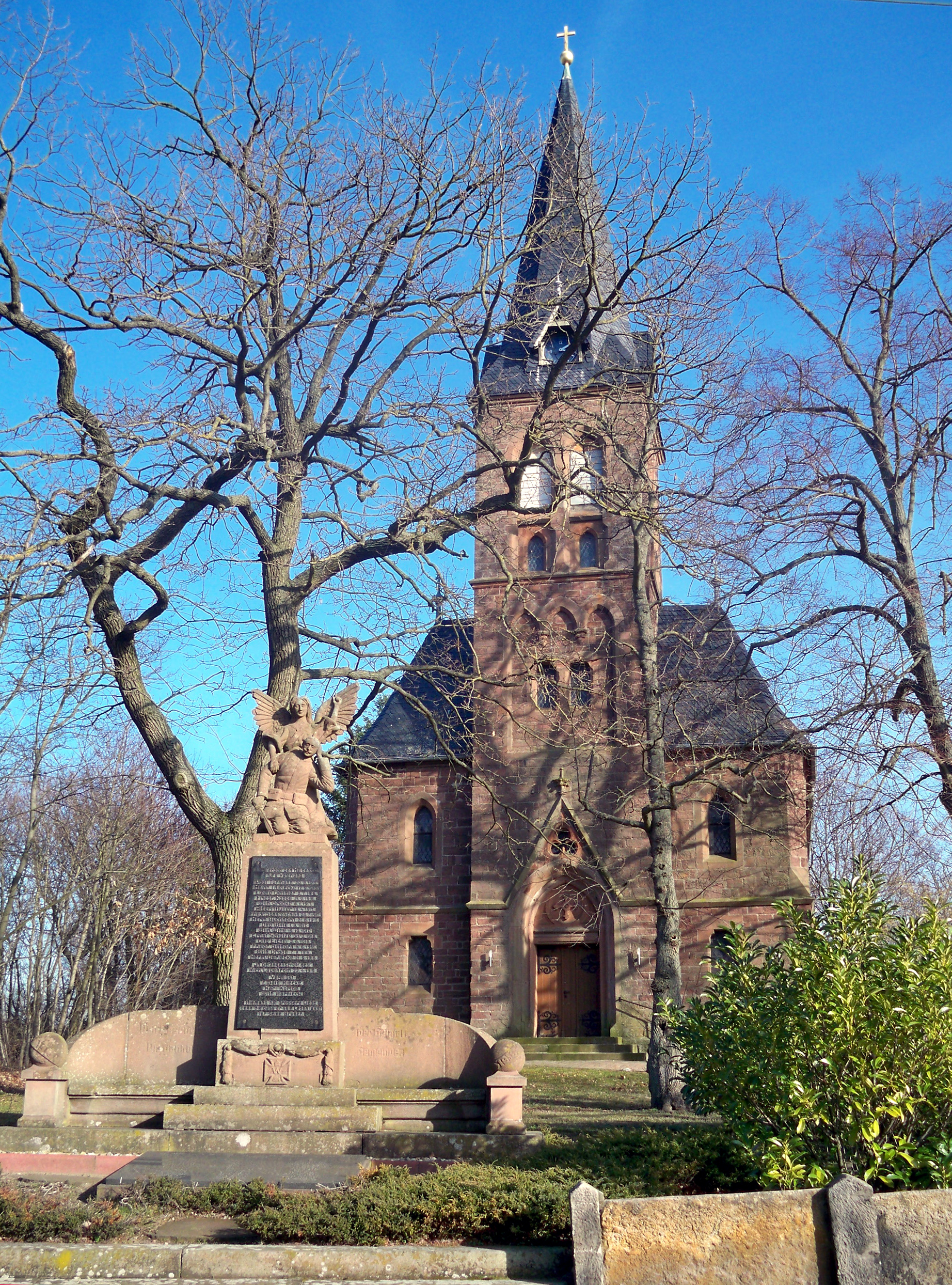
Etinger Kirche

Etingen ist ein Ortsteil der Stadt Oebisfelde-Weferlingen im Landkreis Börde in Sachsen-Anhalt.

## Geografie
Etingen liegt ca. 9 km westlich von Calvörde am Rande des Naturparks Drömling.

### Ortschaftsgliederung
Zur Ortschaft Etingen gehören die Ortsteile Etingen, Keindorf, Maschenhorst und Zillbeck.

## Geschichte
Etingen liegt in der Spetzeniederung, einer frühgeschichtlichen Wohnfläche, welche der großen mitteldeutschen frühgeschichtlichen Wohnfläche von Haldensleben bis nach Eilenburg und Altenburg direkt vorgelagert war. Beide Gebiete waren nur durch den Flechtinger Höhenzug getrennt und durch die Aller miteinander verbunden. Im Norden Etingens bildete der Drömling eine natürliche siedlungsfreie Barriere. Diese geschützte Grenzlage bot sich seit der Frühgeschichte als Siedlungsgebiet an. Hiervon zeugen auch Funde aus der Stein- und Bronzezeit.
Nahe Etingen, zwischen Ohre und Mittellandkanal, fand Irmgard Kapps aus Etingen im Herbst 1938 beim Rübenroden einen steinzeitlichen Faustkeil.
Beim Bau einer Silogrube wurde durch Reinhold Gerloff auf seinem Hof „Auf dem Berg“ ein Vollgriffschwert aus Bronze von 60 cm Länge gefunden, welches aus der mittleren Bronzezeit (etwa 1300 bis 1000 Jahre v. Ch.) stammt.
Die Endung „-ingen“ weist auf eine Zugehörigkeit des Ortes zur 2. Siedlungszeit der Älteren Ortsnamengruppe von etwa 300 bis 531 hin. Ab dem 4. Jahrhundert differenzierte sich die germanische Gesellschaft im mitteldeutschen Raum stärker als je zuvor und brachte deutliche Standesunterschiede hervor, welche sich in prunkvoll ausgestatteten Körpergräbern zeigen. Nach der Fundlage bestand womöglich ein Zentrum südlich des Bodeknicks bei Oschersleben mit reichen Bestattungen wie in Emersleben.
Nach der Schlacht an der Unstrut 531 und dem Untergang des Königreiches Thüringen wurde Etingen infolge seiner Grenzlage zu einem der Rückzugsgebiet des thüringischen Adels.
In der ältesten historisch überlieferten und kartographisch fassbaren Landeseinteilung gehörte Etingen zum Nordthüringgau und war nach jetziger Quellenlage deren nördlichster Ort. Lediglich die jetzige Wüstung Palnitz zwischen Angern und Zibberick lag annähernd so nördlich.
Etingen wurde 961 erstmals urkundlich erwähnt. Als ältester erhaltener Ortsteil gilt ein Rundling, in Etingen „Der Sack“ genannt. In einem Rundling wurde in der Frühzeit des Landesausbaus zu deutschem Recht eine überwiegend slawische Bevölkerung von einem örtlichen Grundherren in einem geplanten Vorgang angesiedelt oder neu zusammengefasst. Obwohl weit westlich der Elbe-Saale-Linie gelegen, zeigt dieser Rundling an, dass Etingen zur mittelalterlichen Kontaktzone zwischen Deutschen und Slawen, der Germania Slavica, gehörte.
Durch die fortschreitende Germanisierung mussten die Slawen im 12. Jahrhundert ihre Höfe in Etingen verlassen. Ihnen wurde als wendische Siedlung in Richtung Keindorf auf den Drömling zu unweit des Ortes schwarzmodriger Boden zugewiesen, wo dann ihre Siedlung „Tscharn-Etingen“ (von wendisch cerny = schwarz) entstand. Eine ähnliche Entwicklung gab es ganz in der Nähe in Flechtingen mit dem Entstehen von Wendisch-Flechtingen. Da den Wenden weder Eigentum noch Erbrecht zugestanden wurde, starb diese Siedlung bereits im 13. Jahrhundert wieder aus, weil die Nachkommen der Erstsiedler in die Gebiete östlich der Elbe zogen. 1843 erinnerte lediglich noch der ehemalige Dorfteich an „Tscharn-Etingen“.
Auf der höchsten Erhebung nahe dem Rundling wurde im Jahr 1019 eine Kirche aus Stein gebaut. Ihr ging vermutlich eine Holzkirche voraus, welche nach einer lokalen Überlieferung bereits in der Zeit des Königreichs Thüringen gegründet wurde. Nach einer weiteren örtlichen Sage gab es hier in vorchristlicher Zeit einen heidnischen Kultplatz.
1280 erfolgte die Belehnung der von Schenk durch den Markgrafen von Brandenburg mit Etingen und Scharnetingen. Diese Adelsfamilie nannte sich zuerst Schencken zu Diepen nach einer Burg, welche in der Nähe von Etingen in der Tiefe (niederdeutsch Deepe) des Drömlings gelegen haben soll. Diese Burg hat möglicherweise an einem Wiesenflecken im Drömling bei Etingen gestanden, der den Namen „Die Burg“ trug und später in den Besitz der Kirche überging, welche dieses Land an Ackerbauern des Ortes verpachtete.
Während des Dreißigjährigen Krieges (1618–1648) mussten die Einwohner in den Drömling fliehen. Werner von Schenk erließ daraufhin 1653 eine neue Dorfordnung. Erst ab 1782 begann auf Anordnung Friedrich II. die Urbarmachung des Drömlings. 1845 wurde ein Separationsvertrag zwischen Baron von Schenk und Etinger Bauern geschlossen.
1892 war die Kirche so baufällig, dass sie abgerissen werden musste. Sie wurde an gleicher Stelle wiedererrichtet und 1893 eingeweiht. 1905 folgte dann auch ein neuer Friedhof.
Die Eisenbahn erreichte Etingen 1874, die Elektrifizierung 1910. 1898 wurde eine Molkerei errichtet.
Von 1994 bis zum 1. Januar 2005 gehörte Etingen zur Verwaltungsgemeinschaft Oebisfelde von 2005 bis zum 31. Dezember 2009 zur Verwaltungsgemeinschaft Oebisfelde-Calvörde.
Durch einen Gebietsänderungsvereinbarung beschlossen die Gemeinderäte der Gemeinden Stadt Oebisfelde (am 27. Mai 2009), Bösdorf (am 26. Mai 2009), Eickendorf (am 28. Mai 2009), Etingen (am 26. Mai 2009), Kathendorf (am 19. Mai 2009), Rätzlingen (am 27. Mai 2009), Eschenrode (am 28. Mai 2009), Döhren (am 28. Mai 2009), Hödingen (am 20. Mai 2009), Hörsingen (am 27. Mai 2009), Schwanefeld (am 25. Mai 2009), Seggerde (am 26. Juni 2009), Siestedt (am 28. Mai 2009), Walbeck (am 28. Mai 2009) und der Flecken Weferlingen (am 19. Mai 2009), dass ihre Gemeinden aufgelöst und zu einer neuen Stadt Oebisfelde-Weferlingen vereinigt werden. Dieser Vertrag wurde vom Landkreis als unterer Kommunalaufsichtsbehörde genehmigt und trat am 1. Januar 2010 in Kraft.
Nach Umsetzung der Vereinigungsvereinbarung der bisher selbstständigen Gemeinde Etingen wurde Etingen Ortsteil der neuen Stadt Oebisfelde-Weferlingen. Für die eingeflossene Gemeinde wurde die Ortschaftsverfassung nach den §§ 86 ff. Gemeindeordnung Sachsen-Anhalt eingeführt. Die aufgenommene Gemeinde Etingen mit den Ortsteilen Keindorf, Maschenhorst und Zillbeck wurde zur Ortschaft der neuen Stadt Oebisfelde-Weferlingen. In der eingeflossenen Gemeinde und nunmehrigen Ortschaft Etingen wurde ein Ortschaftsrat mit zehn Mitgliedern einschließlich Ortsbürgermeister gebildet.

### Geschichtsdenkmale
- Grabstätte auf dem Ortsfriedhof für einen namentlich bekannten sowjetischen Kriegsgefangenen, der während des Zweiten Weltkrieges ein Opfer von Zwangsarbeit wurde.

## Politik
Der ehrenamtliche Bürgermeister Wolfgang Kapps war vom 12. Juni 1994 bis zum 31. Dezember 2009 im Amt und ist seit dem Ortsbürgermeister.

### Ortschaftsrat
Laut der letzten Kommunalwahl am 7. Juni 2009 hatte der Gemeinderat zehn Mitglieder. Aufgrund der Stadtgründung von Oebisfelde-Weferlingen wurde der Gemeinderat automatisch zum Ortschaftsrat. Die Wahlbeteiligung lag bei 49,4 %. Die Wahl brachte folgendes Ergebnis:
|  | Einzelbewerber | 8 Sitze | (81,1 %) |
|  | Wählergruppen  | 2 Sitze | (18,9 %) |

2014 wurde ein Ortschaftsrat mit sechs Mitgliedern gewählt, ein Sitz blieb unbesetzt. Daneben gehört der Ortsbürgermeister als Vorsitzender dem Ortschaftsrat an.

### Wappen und Flagge
Das Wappen wurde am 18. Juli 1996 durch das Regierungspräsidium Magdeburg genehmigt.
Blasonierung: „Gespalten von Silber und Grün; darin eine Windmühle auf einem mit einem Wellenbalken belegten Berg, alles in verwechselten Farben.“
Etingen liegt frei in der Landschaft, so dass wegen des günstigen Windes einst sechs Bockwindmühlen einen bedeutenden Erwerbszweig für die Einwohner bildeten; eine der Mühlen ist noch vorhanden und wurde zur Wappenfigur erkoren. Spezifisch für den Ortsteil ist ferner, dass Etingen sich an der Wasserscheide von Ohre und Spetze befindet. Dies wird durch die Spaltung des Schildes mit den verwechselten Farben symbolisiert, besonders am Wellenbalken (Fluss) erkennbar. Der ausgebogene Schildfuß als „Mühlberg“ steht für die Weite der Landschaft, die grün-silberne Tingierung für den Weideland-, Wald- (Flechtinger Höhenzug) und Wasserreichtum der Etinger Umgebung.
Das Wappen wurde von der Magdeburger Heraldikerin Erika Fiedler gestaltet.
Die Flagge von Etingen ist grün-weiß gestreift mit dem aufgelegten Wappen.

## Wirtschaft und Infrastruktur

### Verkehrsanbindung
Etingen liegt an der Landesstraße Oebisfelde–Calvörde. Zur Bundesstraße 188, die Wolfsburg mit Stendal verbindet, sind es in nördlicher Richtung rund 11 km.
Die Bahnstrecke Oebisfelde–Magdeburg führt unmittelbar an der Ortschaft vorbei, ohne dass es jemals einen Bahnhof gab. Die nächstgelegenen Bahnstationen sind Wegenstedt (3 km) und Rätzlingen (4 km).
Weiterhin führt der Mittellandkanal über das Territorium der Gemeinde, die nächste Umschlagsstelle befindet sich in Calvörde (9 km).